# 5.8x21mm DAP92弾
5.8x21mm DAP92弾とは中華人民共和国で開発された拳銃用の徹甲弾である。

## 概要
この弾薬は、中国人民解放軍陸軍の小火器に使われる7.62x25mmトカレフ弾の代替として設計された。本弾薬は通常の9x19mmパラベラム弾よりも重い傷害を与えるものとされた。本弾薬は通常バージョンと亜音速バージョンがともに提案された。この口径と9mm口径弾を用いる92式手槍、05式短機関銃が生産されている。
5.8x21mm弾は、5.7x28mm弾や4.6x30mm弾など同級の西側弾薬よりわずかに威力が大きい。この弾は重さ3 gのスチールコアの弾頭を持ち、短機関銃の銃身から射撃された際の銃口初速は530 m/s、初活力420 Jである。この弾は射程100 mで1.3 mm厚のヘルメットの鋼板もしくは50 mm厚のマツ板を貫通できる。しかし、5.7x28mm弾のSS190 (FMJ) の様に跳弾が発生した際の空中回転によって威力を減少させる性能は無い。